# Guzmania lychnis
Guzmania lychnis är en gräsväxtart som beskrevs av Lyman Bradford Smith. Guzmania lychnis ingår i släktet Guzmania och familjen Bromeliaceae. Inga underarter finns listade i Catalogue of Life.